# 小圩龙门第
小圩龙门第，位于湖南省衡阳市耒阳市小水镇小圩村（小墟村），为衡阳市文物保护单位。

## 行政区域
小圩龙门第，位于县级市耒阳市的小水镇，所在村有两种叫法：小圩村或小墟村。
国家统计局登记为小圩村，而有的新闻中却为小墟村。
小圩村（小墟村）于2016年入选国家住建部第四批中国传统村落名录。

## 历史
小圩龙门第从明朝始建，所居家族为李氏家族，迁居耒阳的小圩村李氏第一代祖先是湖广左布政使李旭公。

## 建筑
小圩龙门第入户大门上应用了“六扇门”的设计。